# Ordre suprême de la Renaissance
L'ordre suprême de la Renaissance est une décoration jordanienne créée en 1917.

## Histoire
Cet ordre est fondé par Hussein ben Ali, chérif de La Mecque, en 1917, en commémoration de la révolte arabe de 1916-1918.
Jusqu'en 1925, l'ordre est décerné dans le cadre de la lutte pour l'indépendance, puis il est progressivement octroyé afin de récompenser les mérites civils et militaires.

## Grades
L'ordre est divisé en 5 classes :
| Grades       | Grades         | Grades     | Grades   | Grades    | Grades |
| ------------ | -------------- | ---------- | -------- | --------- | ------ |
| Grand cordon | Grand officier | Commandeur | Officier | Chevalier |        |

À ces cinq classes, il faut ajouter une classe spéciale : le grand cordon avec brillants.